# Château de Saint-Genès-l'Enfant
Le château de Saint-Genès-l'Enfant est un édifice situé à Malauzat, en France.

## Localisation
Le château est situé sur le territoire de la commune de Malauzat, dans le département du Puy-de-Dôme, en région Auvergne-Rhône-Alpes.

## Description
Le château est un édifice dont le corps de logis de plan rectangulaire, est cantonné à ses angles postérieurs de deux pavillons carrés, il présente une façade principale à composition orthogonale et symétrique. À l'étage, une chambre de style Louis XVI conserve une double paire de cabinets d'angle dont les portes sont surmontées de panneaux de papiers peints édités par la manufacture Arthur et Grenard.  Le château est orné de jardins à la française en terrasse, prolongés au nord et à l'est par un parc à l'anglaise. La richesse des ressources hydrauliques du secteur a permis de le doter d'un réseau complexe de fontaines, bassins en pierre de Volvic, canaux et étangs qui, vers 1870, ont été aménagés en pisciculture (une des plus anciennes d'Europe),,,.

## Historique
Le château date des XVIIe et XVIIIe siècles. Il est inscrit au titre des monuments historiques par un arrêté du 7 avril 2008.